# Malik Beasley
Pour les articles homonymes, voir Beasley.
Malik JonMikal Beasley, né le 26 novembre 1996 à Atlanta en Géorgie, est un joueur américain de basket-ball. Il évolue au poste d'arrière.

## Biographie

### Carrière universitaire
Le 22 mars 2016, il annonce sa candidature à la Draft 2016 de la NBA.

### Carrière professionnelle

#### Nuggets de Denver (2016-2020)
À la fin de la saison 2015-2016, Beasley a subi une intervention chirurgicale pour réparer une fracture de stress à sa jambe droite. Pour cette raison, il n'a pas participé aux entraînements (work-outs) précédant la draft. Malgré des problèmes médicaux, il est sélectionné par les Nuggets de Denver à la 19e position de la draft 2016 de la NBA. Le 9 août, il signe son contrat rookie avec les Nuggets. Beasley ne participe qu'à deux des sept premiers matches de la saison de l'équipe, et joue moins de huit minutes sans marquer un seul panier sur ces deux matches. Le 10 novembre, il se montre davantage en marquant 12 points en 15 minutes en étant remplaçant dans une défaite 125 à 101 chez les Warriors de Golden State. Durant sa saison de rookie, entre le 9 décembre 2016 et le 2 avril 2017, Beasley est envoyé plusieurs fois chez le Skyforce de Sioux Falls en D-League. Sur la saison 2016-2017, il dispute 22 rencontres avec les Nuggets et 16 avec le Skyforce.

#### Timberwolves du Minnesota (2020-2022)
Le 5 février 2020, il est envoyé aux Timberwolves du Minnesota dans un échange à 12 joueurs et entre 4 franchises.
À l'intersaison 2020, Malik Beasley re-signe avec les Timberwolves pour un contrat de 60 millions de dollars sur quatre ans.

#### Jazz de l'Utah (2022-2023)
Début juillet 2022, il est transféré vers le Jazz de l'Utah avec Patrick Beverley, Walker Kessler, Jarred Vanderbilt, Leandro Bolmaro et quatre premiers tours de draft contre Rudy Gobert.

#### Lakers de Los Angeles (2023)
La veille de la fermeture du marché des transferts, il est transféré vers les Lakers de Los Angeles dans un échange en triangle incluant les Lakers, les Timberwolves et le Jazz.

#### Bucks de Milwaukee (2023-2024)
En juillet 2023, les Lakers déclinent l'option d'équipe de sa dernière année de contrat et Malik Beasley s'engage pour un an et 2,7 millions de dollars avec les Bucks de Milwaukee.

#### Pistons de Détroit (depuis 2024)
Agent libre à l'été 2024, il signe avec les Pistons de Détroit pour une saison et 6 millions de dollars.

## Palmarès
- ACC All-Freshman team (2016)

## Statistiques

### Universitaires
Les statistiques en matchs universitaires de Malik Beasley sont les suivantes :
| Saison    | Équipe        | Matchs | Titul. | Min./m | % Tir | % 3pts | % LF | Rbds/m. | Pass/m. | Int/m. | Ctr/m. | Pts/m. |
| --------- | ------------- | ------ | ------ | ------ | ----- | ------ | ---- | ------- | ------- | ------ | ------ | ------ |
| 2014-2015 | Florida State | 34     | 33     | 29,8   | 47,1  | 38,7   | 81,2 | 5,29    | 1,50    | 0,94   | 0,18   | 15,56  |
| Total     | Total         | 34     | 33     | 29,8   | 47,1  | 38,7   | 81,2 | 5,29    | 1,50    | 0,94   | 0,18   | 15,56  |

### Professionnels

#### Saison régulière NBA
| Saison    | Équipe      | Matchs | Titul. | Min./m | % Tir | % 3pts | % LF | Rbds/m. | Pass/m. | Int/m. | Ctr/m. | Pts/m. |
| --------- | ----------- | ------ | ------ | ------ | ----- | ------ | ---- | ------- | ------- | ------ | ------ | ------ |
| 2016-2017 | Denver      | 22     | 1      | 7,5    | 45,2  | 32,1   | 80,0 | 0,77    | 0,50    | 0,32   | 0,00   | 3,77   |
| 2017-2018 | Denver      | 62     | 0      | 9,4    | 41,0  | 34,1   | 66,7 | 1,15    | 0,50    | 0,24   | 0,11   | 3,16   |
| 2018-2019 | Denver      | 81     | 18     | 23,2   | 47,4  | 40,2   | 84,8 | 2,47    | 1,20    | 0,68   | 0,12   | 11,32  |
| 2019-2020 | Denver      | 41     | 0      | 18,2   | 38,9  | 36,0   | 86,8 | 1,88    | 1,17    | 0,76   | 0,15   | 7,93   |
| 2019-2020 | Minnesota   | 14     | 14     | 33,1   | 47,2  | 42,6   | 75,0 | 5,07    | 1,93    | 0,64   | 0,14   | 20,71  |
| 2020-2021 | Minnesota   | 37     | 36     | 32,8   | 44,0  | 39,9   | 85,0 | 4,40    | 2,40    | 0,80   | 0,20   | 19,60  |
| 2021-2022 | Minnesota   | 79     | 18     | 25,0   | 39,1  | 37,7   | 81,7 | 2,90    | 1,50    | 0,50   | 0,20   | 12,10  |
| 2022-2023 | Utah        | 55     | 13     | 26,8   | 39,6  | 35,9   | 84,1 | 3,60    | 1,70    | 0,80   | 0,10   | 13,40  |
| 2022-2023 | L.A. Lakers | 26     | 14     | 23,9   | 39,2  | 35,3   | 61,9 | 3,30    | 1,20    | 0,80   | 0,00   | 11,10  |
| 2023-2024 | Milwaukee   | 79     | 77     | 29,6   | 44,3  | 41,3   | 71,4 | 3,70    | 1,40    | 0,70   | 0,10   | 11,30  |
| Total     | Total       | 496    | 191    | 23,1   | 42,5  | 38,5   | 80,0 | 2,80    | 1,30    | 0,60   | 0,10   | 10,90  |

Mise à jour le 6 juillet 2024

#### Playoffs NBA
| Saison | Équipe      | Matchs | Titul. | Min./m | % Tir | % 3pts | % LF  | Rbds/m. | Pass/m. | Int/m. | Ctr/m. | Pts/m. |
| ------ | ----------- | ------ | ------ | ------ | ----- | ------ | ----- | ------- | ------- | ------ | ------ | ------ |
| 2019   | Denver      | 14     | 0      | 20,1   | 38,7  | 40,4   | 71,0  | 3,43    | 1,00    | 0,21   | 0,07   | 8,07   |
| 2022   | Minnesota   | 6      | 0      | 19,8   | 43,2  | 32,0   | 83,3  | 3,30    | 0,70    | 0,30   | 0,20   | 8,50   |
| 2023   | L.A. Lakers | 11     | 0      | 8,3    | 29,4  | 26,9   | 100,0 | 0,70    | 0,20    | 0,10   | 0,00   | 3,00   |
| 2024   | Milwaukee   | 6      | 2      | 21,8   | 51,2  | 44,0   | –     | 2,50    | 0,70    | 0,70   | 0,00   | 8,80   |
| Total  | Total       | 37     | 2      | 16,8   | 40,6  | 36,6   | 76,7  | 2,50    | 0,60    | 0,30   | 0,10   | 6,80   |

Mise à jour le 6 juillet 2024

## Records sur une rencontre en NBA
Les records personnels de Malik Beasley en NBA sont les suivants, :
| Type de statistique        | Saison régulière | Saison régulière        | Saison régulière | Playoffs | Playoffs                  | Playoffs      |
| Type de statistique        | Record           | Adversaire              | Date             | Record   | Adversaire                | Date          |
| -------------------------- | ---------------- | ----------------------- | ---------------- | -------- | ------------------------- | ------------- |
| Points                     | 36               | Sixers de Philadelphie  | 7 février 2025   | 23       | @ Grizzlies de Memphis    | 16 avril 2022 |
| Paniers marqués            | 14               | Magic d'Orlando         | 6 mars 2020      | 8        | 2 fois                    | 2 fois        |
| Paniers tentés             | 26               | Jazz de l'Utah          | 19 décembre 2024 | 14       | @ Grizzlies de Memphis    | 16 avril 2022 |
| Paniers à 3 points réussis | 11               | Thunder d'Oklahoma City | 9 mars 2022      | 5        | @ Spurs de San Antonio    | 18 avril 2019 |
| Paniers à 3 points tentés  | 19               | 2 fois                  | 2 fois           | 10       | @ Grizzlies de Memphis    | 16 avril 2022 |
| Lancers francs réussis     | 7                | 3 fois                  | 3 fois           | 4        | Grizzlies de Memphis      | 28 avril 2023 |
| Lancers francs tentés      | 8                | 2 fois                  | 2 fois           | 8        | Trail Blazers de Portland | 1er mai 2019  |
| Rebonds offensifs          | 4                | 5 fois                  | 5 fois           | 2        | 2 fois                    | 2 fois        |
| Rebonds défensifs          | 10               | @ Heat de Miami         | 28 novembre 2023 | 7        | @ Spurs de San Antonio    | 18 avril 2019 |
| Rebonds totaux             | 11               | 2 fois                  | 2 fois           | 9        | @ Spurs de San Antonio    | 18 avril 2019 |
| Passes décisives           | 6                | 2 fois                  | 2 fois           | 3        | Spurs de San Antonio      | 16 avril 2019 |
| Interceptions              | 5                | 2 fois                  | 2 fois           | 3        | Pacers de l'Indiana       | 30 avril 2024 |
| Contres                    | 2                | 4 fois                  | 4 fois           | 1        | 2 fois                    | 2 fois        |
| Balles perdues             | 4                | 9 fois                  | 9 fois           | 2        | 6 fois                    | 6 fois        |
| Minutes jouées             | 45               | Kings de Sacramento     | 14 janvier 2024  | 34       | @ Pacers de l'Indiana     | 28 avril 2024 |

- Double-double : 4
- Triple-double : 0

Dernière mise à jour : 7 février 2025

## Salaires
| Année       | Équipe                    | Salaire      |
| ----------- | ------------------------- | ------------ |
| 2016-2017   | Nuggets de Denver         | 1 627 320 $  |
| 2017-2018   | Nuggets de Denver         | 1 700 640 $  |
| 2018-2019   | Nuggets de Denver         | 1 773 840 $  |
| 2019-2020   | Timberwolves du Minnesota | 2 731 714 $  |
| 2020-2021   | Timberwolves du Minnesota | 13 425 895 $ |
| 2021-2022   | Timberwolves du Minnesota | 14 391 964 $ |
| 2022-2023   | Lakers de Los Angeles     | 15 558 035 $ |
| Total Gains | Total Gains               | 51 209 408 $ |
| 2023-2024   | Bucks de Milwaukee        | 2 019 706 $  |

## Vie privée
Malik est le fils de Michael et Deena Beasley. Son père a joué au basket-ball en tant que joueur professionnel au Chili, en République Dominicaine et au Porto Rico.